# 辻佐保子
辻 佐保子（つじ さほこ、1930年〈昭和5年〉11月21日 - 2011年〈平成23年〉12月24日）は、日本の美術史家。名古屋大学教授、お茶の水女子大学教授等を歴任。

## 来歴・人物
- 愛知県名古屋市生まれ[1]。旧姓は後藤。夫は作家辻邦生で、おしどり夫婦として知られた。
- 1950年、愛知県立女子専門学校英文科卒業。
- 1953年、東京大学文学部美術史学科卒業。
- 1957年、東京大学大学院人文科学研究科修士課程（美術史学専攻）修了。
- 1957年10月-1961年12月まで、フランス政府給費留学生として留学。パリ大学高等学術研究所に在籍し、A.グラバアル教授に師事した。
- 1961年10月　パリ大学で博士号取得。
- 1966年4月-12月まで、フランス政府招聘研究員として渡仏。
- 1971年11月、名古屋大学文学部助教授。
- 1977年5月、同上教授。
- 1982年、『古典世界からキリスト教世界へ』でサントリー学芸賞受賞。
- 1989年4月、お茶の水女子大学文教育学部教授。
- 1995年、イタリア政府より国家功労賞カヴァリエーレ・ウフィツィアーレ（上級騎士勲位章）受賞。
- 1996年3月、同上退官。名古屋大学、お茶の水女子大学名誉教授。国立西洋美術館評議員も務めた。
- 2003年、フランス政府より教育功労章オフィシエを受章。
- 2004年、『ローマ サンタ・サビーナ教会木彫扉の研究』で地中海学会賞受賞。
- 2011年12月24日、心筋梗塞のため死去[2][3][1]。享年81。墓所は多磨霊園[4]

## 著書
- 人間 動物 文様 ロマネスク美術とその周辺 （写真：名取洋之助 慶友社 1963年）
- ビザンチン美術への旅 （角川書店［角川新書］ 1966年）
- 古典世界からキリスト教世界へ 舗床モザイクをめぐる試論 （岩波書店 1982年）
- 中世絵画を読む （岩波書店［岩波セミナーブックス］ 1987年）
- 天使の舞いおりるところ （岩波書店 1990年）
- ビザンティン美術の表象世界 （岩波書店 1993年）
- 中世写本の彩飾と插絵 言葉と画像の研究 （岩波書店 1995年）
- 辻邦生のために （新潮社 2002年／中公文庫 2011年）、電子書籍で再刊
- ローマサンタ・サビーナ教会木彫扉の研究 （中央公論美術出版 2003年）
- ロマネスク美術とその周辺 （岩波書店 2007年）
- たえず書く人―辻邦生と暮らして （中央公論新社 2008年／中公文庫 2011年）、電子書籍で再刊

## 編著
- ウッチェロ ファブリ世界名画集64 （平凡社 1972年）
- ロマネスク 世界彫刻美術全集6 （小学館 1976年）
- 西欧初期中世の美術 世界美術大全集 西洋編7 （小学館 1997年） 責任編集
- Uomini, libri e immagini Per una storia del libro illustrato dal tardo Antico al Medioevo
  - (a cura di Lucinia Speciale) Liguori(Napoli), 2000("Testo e iconografia nei rotoli dell'Exultet"/ Sahoko G. Tsuji, pp.103-140)

## 翻訳
- エルサレム（〈人間と文明の発見〉シリーズ 聖書の考古学3）（アンドレ・パロ/波木居斉二と共訳、みすず書房 1960年）
- ロマネスク美術 （ルイ・ブレイエ 美術出版社 1963年）
- ビザンチン美術 （ポール・ルメルル 美術出版社 1964年）
- ゴシック美術 （エリー・ランベール[fr.] 美術出版社 1965年）
- キリスト教美術の誕生 （アンドレ・グラバール 新潮社 1967年）
- ユスティニアヌス黄金時代 （アンドレ・グラバール 新潮社 1969年）
- ビザンティン美術の二潮流 ユスティニアヌス大帝からイコノクラスムまで （E.キッシンガー 創文社 1971年）、講談社「創文社オンデマンド叢書」、2022年（電子書籍での再刊）
- ロマネスク彫刻 形体の歴史を求めて （アンリ・フォシヨン 中央公論社 1975年）

## 彩飾写本ファクシミレ版日本語版監修（岩波書店）
- 「聖ベネディクト, 聖マウルス, 聖スコラスティカの祝祭のための読誦集 : Vat. Lat. 1202」　1983
- 「新約聖書 : Vat. lat. 39」　1985
- 「ウェルギリウス・ロマヌス : Vat. lat. 3867」　1985
- 「カノッサのマティルダ伝 : Vat. lat. 4922」　1986
- 「レオの聖書 : ギリシア語旧約聖書」　1990
- 「聖母マリア讃詞集 :codex Vaticanus graecus 1162」　1992
- 「ベリー公のいとも美しき聖母時祷書」　1994
- 「トリノ=ミラノ時祷書 . トリノ時祷書残闕」　1996
- 「クロイの時祷書」　1997
- 「ベアトゥス黙示録註解 : アローヨ写本」　2000
- 「ボルソ・デステの聖書 : Ms.Lat.422-423 」　2001
- 「黙示録 : MS R.16.2 : ケンブリッジ・トリニティ・カレッジ図書館蔵本ファクシミリ版」 2006

## 記念論集
- 美術史における軌跡と波紋 （辻佐保子先生献呈論文集刊行会　中央公論美術出版, 1996年）

## その他
- 辻佐保子先生略歴・業績目録 / 辻佐保子先生のご活躍を祝う会編　1996年
- 辻佐保子先生(1930-2011)略歴・業績目録 / 辻佐保子先生とのお別れの会事務局編　2012年